# Tatarbunary
Tatarbunary (ukr. Татарбуна́ри) – miasto na Ukrainie, w obwodzie odeskim, siedziba władz rejonu białogrodzkiego.
Miasto leży nad limanem Sasyk w południowej Besarabii. Pierwsza wzmianka o osadzie pochodzi z XVI wieku.
W 2001 ludność miasta liczyła 10 797 osób.